# Favia lizardensis
Espèce
Statut CITES
Favia lizardensis est une espèce de coraux appartenant à la famille des Faviidae. Selon WoRMS, cette espèce n'est pas valide et correspond à Dipsastraea lizardensis Veron, Pichon & Wijsman-Best, 1977.